# Iglesia Luterana El Redentor (Santiago de Chile)
La Iglesia Luterana El Redentor (en alemán: Evangelisch Lutherische Erlöserkirche Santiago) es una congregación y templo de culto luterano bilingüe (en español y alemán) ubicado en la comuna chilena de Providencia, en Santiago. Fue fundada en 1886 como comunidad religiosa, siendo una de las seis iglesias del luteranismo en la ciudad (sumando las de la Iglesia Evangélica Luterana de Chile, IELCH); y uno de los dos templos de la Iglesia Luterana en Chile (ILCH), junto a la Iglesia Evangélica Luterana San Pablo de Vitacura, las cuales a su vez forman parte de la Federación Luterana Mundial. Es conocida coloquialmente por sus feligreses como «La Lota» y «Die Lotakirche» en alemán, debido al odónimo de la calle en la que se encuentra en honor a la ciudad homónima. 
En términos idiomáticos, la iglesia es una de las tres comunidades cristianas germanoparlantes de la capital chilena, junto a la Congregación La Reconciliación de la IELCH en Las Condes y la Iglesia de Sankt Michael, una parroquia personal católica ubicada también en Providencia.

## Historia
Los inicios de la iglesia se remontan a la llegada a Santiago del teólogo alemán Wilhelm Sluyter en 1884, quien organizó a la comunidad evangélica de habla alemana de la ciudad, la cual no contaba con una iglesia propia y se encontraba repartida en otras iglesias protestantes ya establecidas en la capital chilena, como las anglicanas, metodistas y bautistas, cuya liturgia bilingüe era en inglés, por lo que comenzó a realizar los primeros cursos teológicos y servicios religiosos en alemán en las dependencias de la Deutsche Schule Santiago, en aquel entonces ubicada en la calle Almirante Barroso esquina Santo Domingo, formándose así la primera comunidad propiamente luterana de la ciudad, teniendo como modelo las iglesias luteranas fundadas décadas antes en el sur de Chile. Fue allí donde fue construida la Christuskapelle (Capilla de Cristo), el primer templo de la congregación y cuyo primer organista fue el profesor y músico Pablo Gaedecke, quien además fue el primer director del coro Frohsinn Männerchor Chile, la agrupación coral activa más antigua de Chile. El 15 de agosto de 1886 se eligió el primer Consejo Parroquial de la Iglesia del Redentor, donde Sluyter fue nombrado primer pastor de la comunidad bautizada como Evangelisches Kirchengemeinde in Santiago. Desde su fundación y hasta 1925, la comunidad religiosa tenía la obligatoriedad de hacer todas sus actividades en idioma alemán, debido a restricciones que impuso la Iglesia católica en Chile, al ser la religión oficial del Estado, entendiendo así que eran servicios destinados para extranjeros e inmigrantes, y no para los nacionales chilenos que no tuvieran un origen protestante, quedando prohibido todo tipo de evangelización que no fuese católica. El templo de la iglesia fue inaugurado en sus actuales dependencias el 27 de agosto de 1933 y fue bautizado como Iglesia Evangélica Luterana El Redentor, nombre que mantuvo hasta 1975. Al año siguiente fue inaugurado el órgano de la compañía Walcker Orgelbau traído desde Ludwigsburg. El Cristo crucificado tallado en madera, ubicado en el altar, es una obra del escultor chileno-alemán, Peter Horn Werner.
El 15 de marzo de 2014, la iglesia se convirtió en la primera comunidad luterana de la ILCH en ordenar a una mujer como pastora. Se trató de la Rev. Hanna Schramm.

## Actividades
La congregación ofrece una serie de actividades dentro del ámbito social y teológico luterano, con un enfoque valórico y ético-moral centrado en las virtudes prusianas. Participan activamente en actividades de ecumenismo con otras iglesias cristianas de la ciudad y del país. Realizan estudios bíblicos segmentados por edades: para niños, jóvenes y adultos. En sus agrupaciones, tienen un grupo destinado para jóvenes y la Fraustunde (hora de mujeres en castellano), una reunión semanal de mujeres cristianas de habla alemana. Asimismo, posee dos agrupaciones musicales: el Coro Gospel y el Coro Dietrich Bonhöffer, que acompaña el servicio divino (Gottesdienst) en su liturgia, además de brindar conciertos gratuitos anualmente para Pascua de Resurrección, el Día Nacional de las Iglesias Evangélicas y Protestantes (conmemoración de la Reforma protestante) y Navidad. Una vez al mes, en la iglesia se reúne un grupo de la Comunidad de Taizé para realizar plegarias con cánticos en español, alemán y latín. 
En el año 2003, la iglesia participó en la fundación del Colegio Albert Schweitzer de Puente Alto, como un proyecto diacónico educativo-social para apoyar a niños de escasos recursos del sector de Bajos de Mena.
En su compromiso social realizan activismo por causas que vayan de acuerdo a sus principios. En noviembre de 2011, fue la primera iglesia chilena en formar parte activa de la marcha del orgullo LGBT celebrada en Santiago, mostrando su apoyo a favor de la tolerancia social y de la unión civil en el país.
En noviembre de cada año se conmemora en la piedra memorial ubicada dentro del Jardín de Lutero de la iglesia el Volkstrauertag, en memoria a los soldados caídos en combate. Cuenta con la participación especial de voluntarios de la 15° Compañía del Cuerpo de Bomberos de Santiago (15. Deutsche Feuerwherkompanie), junto a autoridades diplomáticas de Alemania.

## Galería

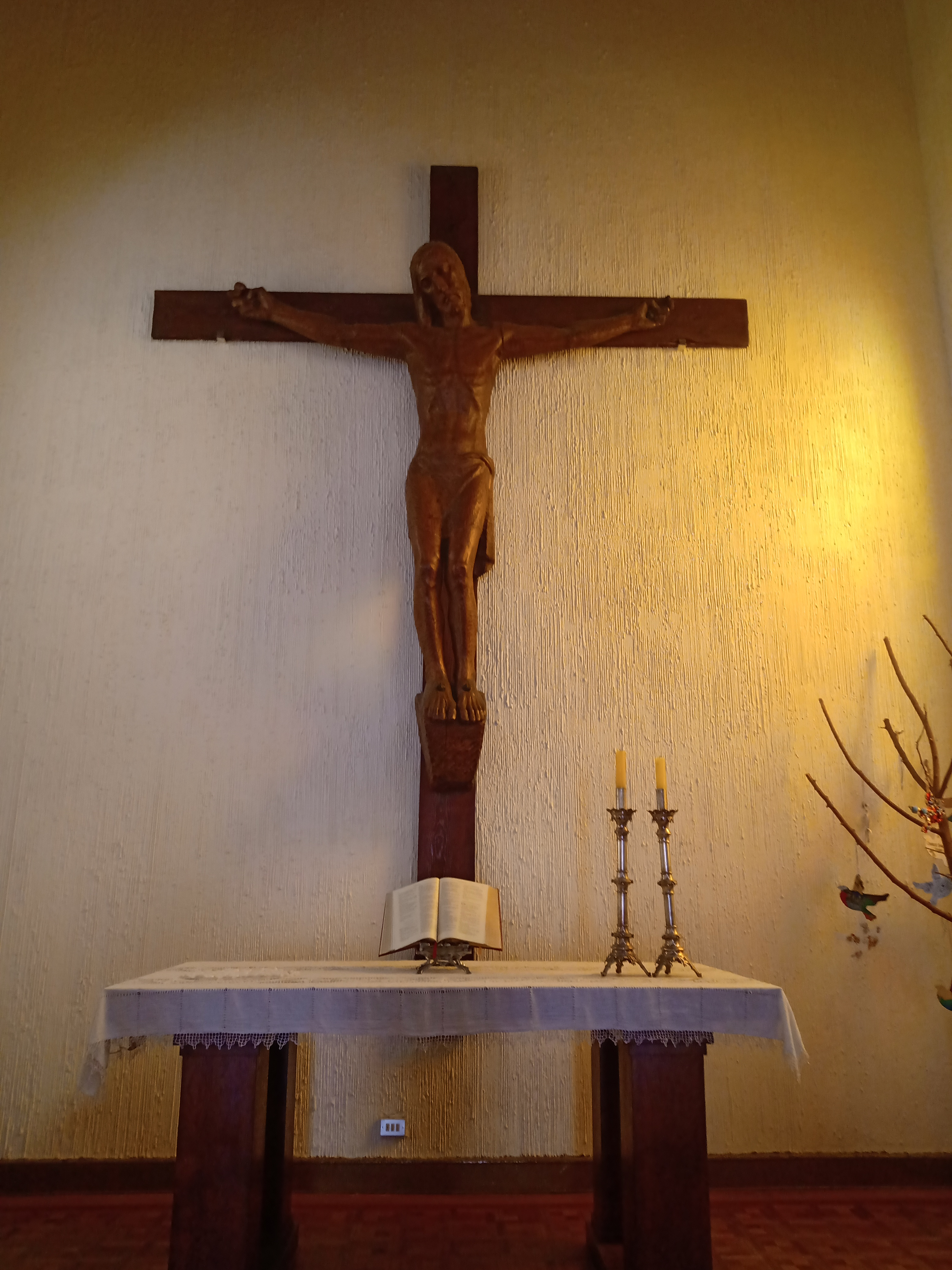
Altar de la iglesia con un Cristo crucificado tallado en madera. Obra de Peter Horn Werner
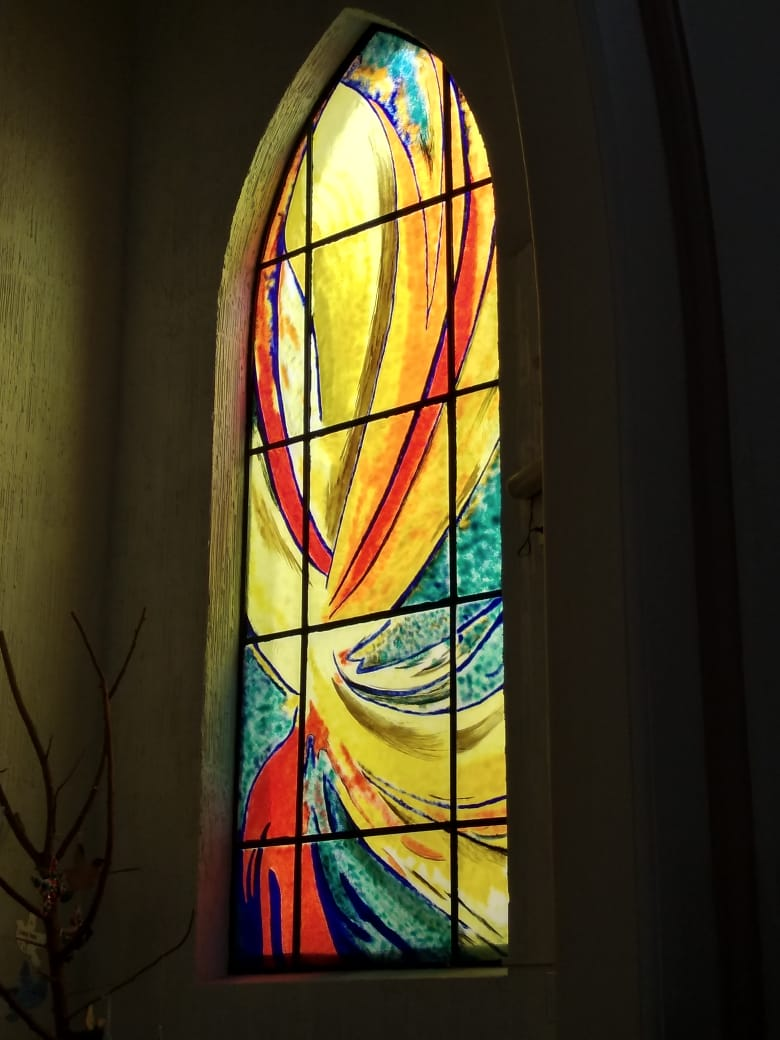
Vitral lateral derecho a un costado del altar
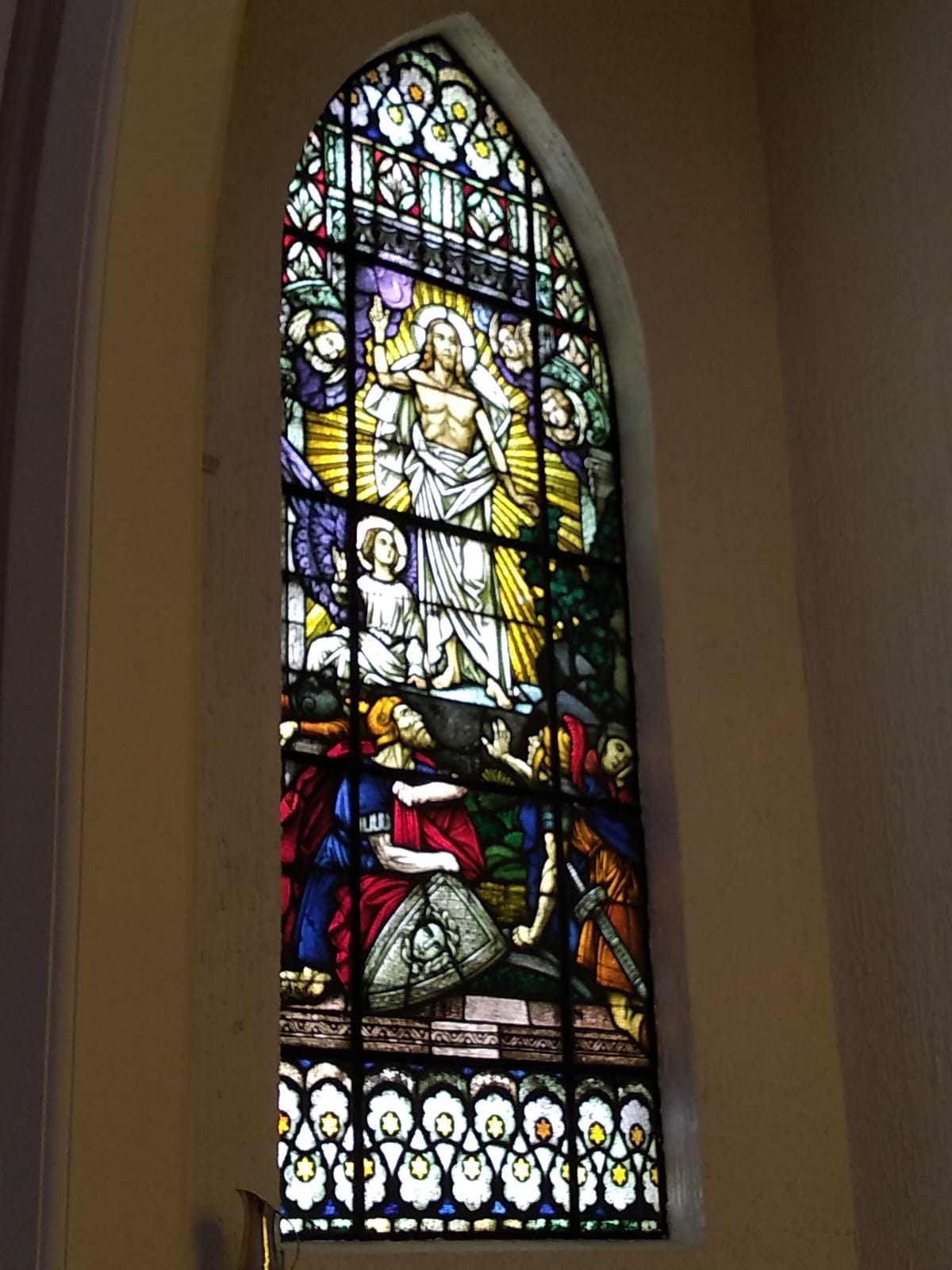
Vitral lateral izquierdo a un costado del altar con la imagen de Cristo Resucitado
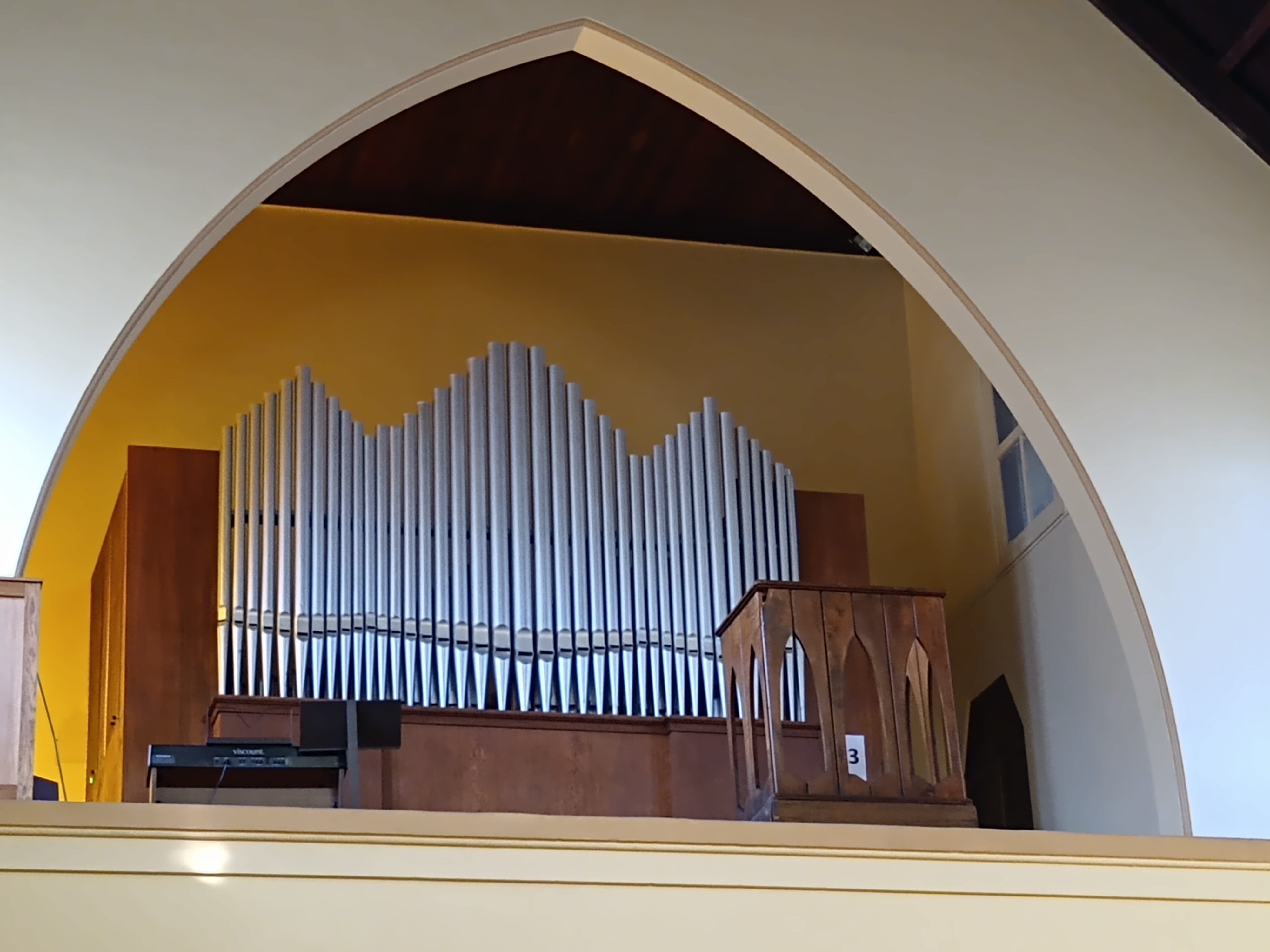
Órgano Walcker Orgelbau inaugurado en 1934
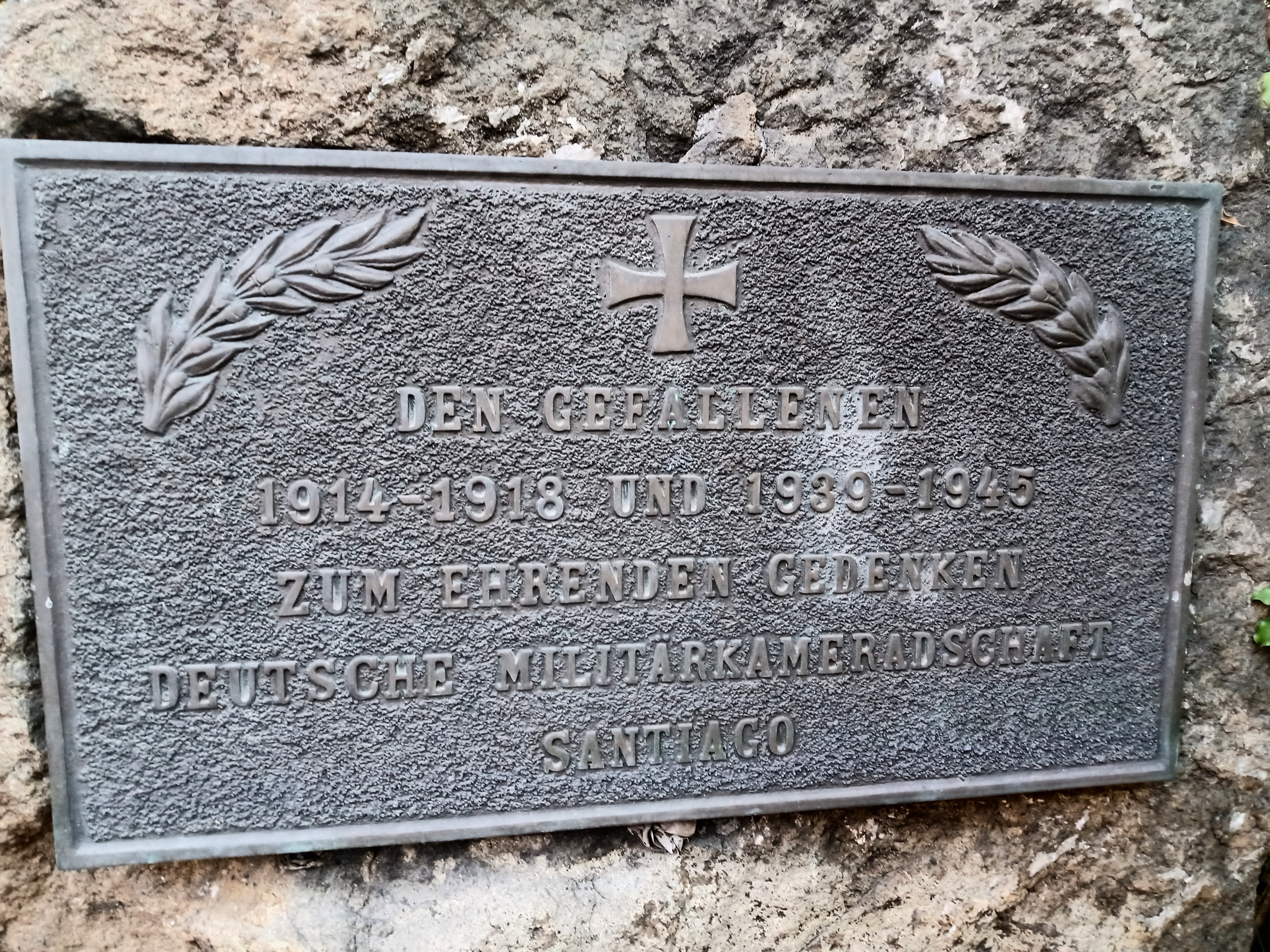
Placa en la piedra conmemorativa a los soldados caídos chileno-alemanes en las I y II guerras mundiales